# Canton de La Chambre
Pour les articles homonymes, voir La Chambre.
Le canton de La Chambre est une ancienne division administrative française, située dans le département de la Savoie et la région Rhône-Alpes.
Il disparait en 2015 à la suite du redécoupage cantonal de 2014.

## Composition
Le canton de La Chambre regroupe les communes suivantes :
| Nom                                         | Code Insee | Intercommunalité           | Superficie (km2) | Population (dernière pop. légale) | Densité (hab./km2) |
| ------------------------------------------- | ---------- | -------------------------- | ---------------- | --------------------------------- | ------------------ |
| La Chambre                                  | 73067      | CC du Canton de La Chambre | 3,20             | 1 141 (2014)                      | 357                |
| La Chapelle                                 | 73074      | CC du Canton de La Chambre | 12,28            | 345 (2014)                        | 28                 |
| Les Chavannes-en-Maurienne                  | 73083      | CC du Canton de La Chambre | 4,69             | 252 (2014)                        | 54                 |
| Montaimont                                  | 73163      | CC de la Vallée du Glandon | 28,35            | 151 (2014)                        | 5,3                |
| Montgellafrey                               | 73167      | CC de la Vallée du Glandon | 19,36            | 64 (2014)                         | 3,3                |
| Notre-Dame-du-Cruet                         | 73189      | CC du Canton de La Chambre | 1,90             | 223 (2014)                        | 117                |
| Saint-Alban-des-Villards                    | 73221      | CC du Canton de La Chambre | 24,02            | 99 (2014)                         | 4,1                |
| Saint-Avre                                  | 73224      | CC du Canton de La Chambre | 3,64             | 860 (2014)                        | 236                |
| Saint-Colomban-des-Villards                 | 73230      | CC du Canton de La Chambre | 81,12            | 192 (2014)                        | 2,4                |
| Saint-Étienne-de-Cuines                     | 73231      | CC du Canton de La Chambre | 20,50            | 1 198 (2013)                      | 58                 |
| Saint-François-Longchamp (commune déléguée) | 73235      | CC de la Vallée du Glandon | 12,97            | 246 (2014)                        | 19                 |
| Saint-Martin-sur-la-Chambre                 | 73259      | CC du Canton de La Chambre | 4,69             | 536 (2014)                        | 114                |
| Saint-Rémy-de-Maurienne                     | 73278      | CC du Canton de La Chambre | 44,26            | 1 261 (2014)                      | 28                 |
| Sainte-Marie-de-Cuines                      | 73255      | CC du Canton de La Chambre | 14,95            | 817 (2014)                        | 55                 |

## Représentants

### Conseillers généraux (1861 à 2015)
| Période                                  | Période          | Identité                                   | Étiquette                  | Qualité |
| ---------------------------------------- | ---------------- | ------------------------------------------ | -------------------------- | --- |
| 1861                                     | 1871             | Jean-François Clerc                        |                            | Conseiller à la Cour Impériale de Chambéry |
| 1871                                     | 1895 (décès)     | Jules-François Horteur                     | Républicain                | Avocat Député (1876-1895) Maire des Chavannes |
| 1895                                     | 1898             | Jean-Baptiste Laymond                      | Républicain                | Avoué à Saint-Jean-de-Maurienne |
| 1898                                     | 1904             | Charles Jouart                             | Républicain                | Avocat puis sous-préfet Député (1895-1902) |
| 1904                                     | 1908 (démission) | Emmanuel Bozon-Verduraz                    | Républicain                | Négociant à Saint-Étienne-de-Cuines |
| 1908                                     | 1910             | Albert Sigaud                              | Rad.                       | Docteur-médecin, maire de La Chambre |
| 1910                                     | 1919             | Pierre-Antoine Crozet                      | Républicain                | Rentier, maire de Saint-Avre, conseiller d'arrondissement |
| 1919                                     | 1928             | Lucien Bozon-Verduraz                      | Républicain                | Industriel à Saint-Étienne-de-Cuines |
| 1928                                     | 1934             | Henri Falcoz                               | PRS puis Rad. puis Rad.ind | Maire de Saint-Jean-de-Maurienne Député (1924-1936) Sous-secrétaire d'Etat (1930)                                                                                   |
| 1934                                     | 1940             | Pierre Borrel                              | RG                         | Contremaître Maire de Saint-Étienne-de-Cuines Membre de la Commission administrative de la Savoie (1941-1942) Nommé conseiller départemental en 1942 Décédé en 1943 |
|                                          |                  |                                            |                            | |
| 1943                                     | 1945             | Michel Grobel (1880-1954)                  |                            | Directeur des plâtrières de Savoie Maire de La Chambre Nommé conseiller départemental en 1943                                                                       |
|                                          |                  |                                            |                            | |
| 1945                                     | 1955             | Sylvain André                              | PCF                        | Maire de La Chambre |
| 1955                                     | 1973             | Emile Vinit (1911-1990)                    | SFIO puis PS               | Président du syndicat CFTC de l’Electrochimie et de l’Electrométallurgie de Saint-Avre                                                                              |
| 1973                                     | 1985             | Sébastien dit Bastien Berthier (1916-1987) | PCF                        | Instituteur Conseiller municipal de Saint-Jean-de-Maurienne |
| 1985                                     | 2011             | Daniel Dufreney                            | RPR puis RPF puis CNI      | Consultant formation Maire de La Chambre (1989-2014) |
| 2011                                     | 2015             | Jean-Louis Portaz                          | PG                         | Enseignant Maire de La Chapelle (2001-2020) |
| Les données manquantes sont à compléter. |                  |                                            |                            | |

### Conseillers d'arrondissement (1861 à 1940)
Le canton de La Chambre avait deux conseillers d'arrondissement.
| Période | Période      | Identité                    | Étiquette | Qualité |
| ------- | ------------ | --------------------------- | --------- | --- |
| 1861    |              | Théophile Didier            |           | Notaire |
| 1861    |              | Christophe Gaspard          |           | Propriétaire à Saint-Avre                                                                                   |
|         |              |                             |           | |
| 1871    | 1887 (décès) | Joseph Feige (1824-1887)    |           | Docteur en médecine, maire de La Chambre (1876-1887)                                                        |
| 1871    |              | Isidore Brun                |           | Notaire à Saint-Étienne-de-Cuines                                                                           |
|         |              |                             |           | |
| av.1907 | 1910         | Pierre-Antoine Crozet       |           | Maire de Saint-Avre                                                                                         |
|         |              |                             |           | |
| 1913    | 1919         | François Perrus             | Libéral   | Propriétaire à La Chambre                                                                                   |
| 1913    |              | Antoine Milleret            | Libéral   | Propriétaire à Montaimont                                                                                   |
|         |              |                             |           | |
| 1925    |              | M. Cartier-Lance            |           | Maire de Saint-Alban-des-Villards                                                                           |
| 1925    |              | François Gallix (1857-1942) |           | Cultivateur et galochier, propriétaire à La Chambre                                                         |
| 1931    | 1937         | Julien René                 | SFIO      | Mécanicien                                                                                                  |
| 1937    | 1940         | Victorin Reffet             | SFIO      | Propriétaire cultivateur à La Chambre Révoqué par le Gouvernement de Vichy                                  |
| 1937    | 1940         | Jean Viard                  | SFIO      | Cultivateur, conseiller municipal de Saint-Étienne-de-Cuines                                                |
| 1940    |              |                             |           | Les conseils d'arrondissement ont été suspendus par la loi du 12 octobre 1940 et n'ont jamais été réactivés |

## Démographie
| 1982  | 1990  | 1999  |
| ----- | ----- | ----- |
| 5 706 | 5 942 | 6 184 |